# Schedophilus medusophagus
Schedophilus medusophagus é uma espécie de peixe pertencente à família Centrolophidae.
A autoridade científica da espécie é Cocco, tendo sido descrita no ano de 1839.

## Portugal
Encontra-se presente em Portugal, onde é uma espécie nativa.
O seu nome comum é liro-mole.

## Descrição
Trata-se de uma espécie marinha. Atinge os 51 cm de comprimento total nos indivíduos do sexo masculino.